# Phare de l'île de la Pauvreté
Le phare de l'île de la Pauvreté (en anglais : Poverty Island Light), est un phare du nord-ouest du lac Michigan situé à 9,3 km au sud de la Garden Peninsula (en) sur l'île de la Pauvreté dans le Comté de Delta, Michigan. 
Ce phare est inscrit au Registre national des lieux historiques depuis le 6 septembre 2005 sous le no 05000984.

## Historique
En 1864, la liaison ferroviaire entre Escanaba et Negaunee a été achevée, permettant au minerai de fer d'être facilement transporté vers la rive sud de la péninsule supérieure du Michigan. Le trafic maritime vers Escanaba a immédiatement augmenté, ce qui a également augmenté le trafic via le passage de l'île de la Pauvreté, relativement étroit, près de la rive sud de l'île de la Pauvreté. Le passage était dangereux à parcourir après la tombée de la nuit. En 1867, l'United States Lighthouse Board demanda des fonds pour construire un phare à l'extrémité sud de l'île. Cependant, le Congrès n'a donné les fonds qu'en 1873. 
Les travaux ont commencé la même année mais, un incendie de fin de saison a détruit une partie des matériaux de construction stockés près du phare partiellement achevé. Les travaux se sont poursuivis en 1874, mais la tour n'a été achevée que partiellement avant l'épuisement des fonds. Une lumière temporaire a été installée. Après une affectation supplémentaire de fonds, le phare a été achevé en 1875. La lumière permanente, avec sa lentille de Fresnel de quatrième ordre, a finalement été allumée le 10 août 1875. En 1885, une station de signalisation de brouillard a été construite à proximité.  En 1894, un bâtiment à carburant en fer et des quais ont été construits. 
La lumière a été automatisée en 1957 et les bâtiments ont été abandonnés. La lumière a été désactivée en 1976 après qu'une autre lumière a été installée dans une tour en acier squelettique à proximité. La lanterne en fonte a été retirée de la tour et jetée à proximité avec d'autres équipements de phare. Dans les années 1980, la lanterne a été secourue par la Delta County Historical Society, qui l'a utilisée pour remettre à neuf le phare de Sand Point à Escanaba. Le vieux phare reste abandonné.
Identifiant  : ARLHS : USA-665 .

### Lien connexe
- Liste des phares au Michigan